# 觉吾镇
觉吾镇，是中华人民共和国四川省甘孜藏族自治州理塘县下辖的一个乡镇级行政单位。

## 行政区划
觉吾镇下辖以下地区：
作吾村、卡达村、卡龙村、四合村、觉悟村、马米村、上业姆村和下业姆村。